# Aeroportul Ulsan
Aeroportul Ulsan (IATA: USN, ICAO: RKPU) este un aeroport din Buk District⁠(d), Ulsan, Coreea de Sud ce deservește zona Ulsan. Aeroportul a fost tranzitat în 2022 de 799.726 de pasageri. A fost numit după zona deservită.
Situat la o altitudine de 14 m, aeroportul dispune de o singură pistă.